# Sattar
Sattar, född 19 november 1949 i Teheran, Kejsardömet Iran, är en iransk sångare. Sattar slog igenom med musiken till den iranska TV-serien Morad Barghi. År 1978 emigrerade han till USA och fortsatte där sin karriär.